# 新荷蘭奧氏擬雀鯛
新荷蘭奧氏擬雀鯛，為輻鰭魚綱鱸形目鱸亞目擬雀鯛科的一種，分布於中西太平洋澳洲大堡礁海域，深度10-20公尺，為熱帶海水魚，體長可達10公分，棲息在珊瑚礁區，生活習性不明，可做為觀賞魚。

## 擴展閱讀
維基物種上的相關：新荷蘭奧氏擬雀鯛